# Jonathan Frid
John "Jonathan" Herbert Frid (Hamilton (Ontario), 2 december 1924 – aldaar, 13 april 2012) was een Canadees acteur. Hij was bekend om zijn rol als vampier Barnabas en als Bramwell Collins in de gothic televisieserie Dark Shadows, waarin hij 594 afleveringen speelde. Hiervan werd in 2012 een filmversie met in de hoofdrol Johnny Depp uitgebracht en waar Jonathan Frid een gastrol speelde. Ook heeft Jonathan Frid regelmatig op het toneel gestaan.

## Filmografie
- Dark Shadows (1967-1971, televisieserie)
- House of Dark Shadows (1970)
- The Devil's Daughter (1973)
- Seizure (1974)
- Dark Shadows (2012)